# Nelson Palacio
Nelson Palacio (Apartadó, 2001. június 16. –) kolumbiai válogatott labdarúgó, az amerikai Real Salt Lake középpályása.

## Pályafutása

### Klubcsapatokban
Palacio a kolumbiai Apartadó városában született. Az ifjúsági pályafutását az Atlético Nacional akadémiájánál kezdte.
2020-ban mutatkozott be az Atlético Nacional első osztályban szereplő felnőtt keretében. 2020 és 2021 között a Valledupar csapatát erősítette kölcsönben. 2023. július 5-én szerződést kötött az észak-amerikai első osztályban érdekelt Real Salt Lake együttesével.

### A válogatottban
Palacio 2023-ban debütált a kolumbiai válogatottban. Először a 2023. március 24-ei, Dél-Korea ellen 2–2-es döntetlennel zárult mérkőzés 90. percében, Kevin Castañot váltva lépett pályára.

## Statisztikák
2023. június 25. szerint
| Klub              | Szezon   | Osztály   | Bajnokság | Bajnokság | Kupa  | Kupa | Nemzetközi | Nemzetközi | Összesen | Összesen |
| Klub              | Szezon   | Osztály   | Meccs     | Gól       | Meccs | Gól  | Meccs      | Gól        | Meccs    | Gól      |
| ----------------- | -------- | --------- | --------- | --------- | ----- | ---- | ---------- | ---------- | -------- | -------- |
| Atlético Nacional | 2021     | Primera A | 13        | 0         | 4     | 1    | —          | —          | 17       | 1        |
| Atlético Nacional | 2022     | Primera A | 37        | 1         | 2     | 0    | 2          | 0          | 41       | 1        |
| Atlético Nacional | 2023     | Primera A | 21        | 1         | 1     | 0    | 5          | 0          | 27       | 1        |
| Atlético Nacional | Összesen | Összesen  | 71        | 2         | 7     | 1    | 7          | 0          | 85       | 3        |
| Összesen          | Összesen | Összesen  | 71        | 2         | 7     | 1    | 7          | 0          | 85       | 3        |

### A válogatottban
| Válogatott | Év       | Pályára lépés | Gól |
| ---------- | -------- | ------------- | --- |
| Kolumbia   | 2023     | 1             | 0   |
| Összesen   | Összesen | 1             | 0   |

## Sikerei, díjai
Atlético Nacional
- Primera A
  - Győztes (1): 2022 Apertura

- Kolumbiai Kupa
  - Győztes (1): 2021

- Kolumbiai Szuperkupa
  - Győztes (1): 2023